# カナダ気象庁
カナダ気象庁（カナダきしょうちょう、英: Meteorological Service of Canada; 仏: Service météorologique du Canada; 略称: MSC）は、カナダ連邦政府内の環境・気候変動省の一部門である。主にカナダを対象地域とする公的な気象情報・天気予報を提供し、状況に応じて気象・環境に関連する警報・注意報を発令する。また、気候、大気科学、大気汚染、水量、氷、その他の環境問題に対する監視及びそれらに関する研究も行っている。

## 概要
カナダ気象庁はカナダ全土に5つの気象官署を置いている:
- 太平洋・ユーコン川ストーム予報センター（ブリティッシュコロンビア州バンクーバー）
- プレーリー・北極地方ストーム予報センター（英語版）（アルバータ州エドモントンとマニトバ州ウィニペグ）
- オンタリオ州ストーム予報センター（オンタリオ州ダウンズビュー）
- ケベック州ストーム予報センター（ケベック州モントリオール）
- 大西洋ストーム予報センター（ノバスコシア州ダートマス）- カナダハリケーンセンター（英語版）が同居するほか、ニューファンドランド・ラブラドル州の気象台を運営している。